# Edie McClurg
Edith Marie McClurg (Kansas City, 23 luglio 1945) è un'attrice statunitense.
È nota per il suo tipico accento del Minnesota e per svariate apparizioni nello show televisivo statunitense Match Game. Uno dei suoi dialoghi più noti è quello che intrattiene con Steve Martin in Un biglietto in due.

## Biografia
McClurg è nota per uno svariato numero di ruoli, tra cui l'incompetente segretaria Grace del preside Rooney in Una pazza giornata di vacanza, Lucille Tarlek in WKRP in Cincinnati, la vicina di casa in La famiglia Hogan ma anche in Super Vicki, l'agente di vendita auto in Un biglietto in due e Mrs. Beeker in Settimo cielo. L'attrice iniziò la sua carriera nel 1976 con un ruolo in Carrie - Lo sguardo di Satana di Brian De Palma ed è stata protagonista o co-protagonista in oltre 80 pellicole e 55 episodi di serie televisive, di solito nel ruolo della donna di mezza età testarda e depressa.
È apparsa nel ruolo di una delle sorellastre nell'episodio Cinderella della serie "Faerie Tale Theatre" e ha doppiato in lingua originale Minny in Cars - Motori ruggenti. Ha doppiato la signorina Spugnetta nella serie televisiva animata Gli Snorky. Dal 2007 doppia 'Fran lo scoiattolo' di Higglytown Heroes, cartone animato trasmesso da Disney Channel e 'Mrs. Claus' in Holidaze: il Natale che per poco non si festeggiò. La McClurg ha fatto delle comparse come guest-star in Campus Ladies. Ha inoltre interpretato il ruolo della madre di Mallory Knox in Assassini nati - Natural Born Killers diretto da Oliver Stone.

## Filmografia parziale

### Cinema
- Carrie - Lo sguardo di Satana (Carrie), regia di Brian De Palma (1976)
- Una pazza giornata di vacanza (Ferris Bueller's Day Off), regia di John Hughes (1986)
- Un biglietto in due (Planes, Trains and Automobiles), regia di John Hughes (1987)
- Una strega chiamata Elvira (Elvira: Mistress of the Dark), regia di James Signorelli (1988)
- La sirenetta (The Little Mermaid), regia di John Musker e Ron Clements (1989) – voce
- La tenera canaglia (Curly Sue), regia di John Hughes (1991)
- In mezzo scorre il fiume (A River Runs Through It), regia di Robert Redford (1992)
- Rollerblades - Sulle ali del vento (Airborne), regia di Rob S. Bowman (1993)
- Assassini nati - Natural Born Killers (Natural Born Killers), regia di Oliver Stone (1994)
- Casper - Un fantasmagorico inizio, regia di Sean McNamara (1997)
- Flubber - Un professore fra le nuvole (Flubber), regia di Les Mayfield (1997)
- The Manor - La dimora del crimine (The Manor), regia di Ken Berris (1999)
- Changing Hearts, regia di Martin Guigui (2002)
- Il maestro cambiafaccia (The Master of Disguise), regia di Perry Andelin Blake (2002)
- Air Bud vince ancora (Air Bud Spikes Back), regia di Mike Southon (2003)
- Breaking Dawn, regia di Mark Edwin Robinson (2004)

### Televisione
- L'incredibile Hulk (The Incredible Hulk) - serie TV, episodio 5x04 (1981)
- I Jefferson (The Jeffersons) - serie TV, episodi 9x08-9x09 (1982)
- Super Vicki (Small Wonder) - serie TV (1985-1987)
- Settimo cielo (7th Heaven) - serie TV (1996-2006)
- Sabrina, vita da strega (Sabrina, the Teenage Witch) - serie TV, 1 episodio (1997)
- Hannah Montana - serie TV, 1 episodio (2008)
- Desperate Housewives - serie TV, 1 episodio (2012)
- Due uomini e mezzo (Two and a Half Men) - serie TV, 1 episodio (2013)

### Doppiaggio
- Ecco Pippo! (Goof Troop) - serie TV, 1 episodio (1992) - voce
- A Bug's Life - Megaminimondo (A Bug's Life), regia di John Lasseter (1998) – voce
- La sirenetta II - Ritorno agli abissi (The Little Mermaid II: Return to the Sea), regia di Jim Kammerud e Brian Smith (2000) – voce
- Mucche alla riscossa (Home on the Range), regia di Will Finn e John Sanford (2004) – voce
- Cars - Motori ruggenti (Cars), regia di John Lasseter (2006) – voce
- Cars 2, regia di John Lasseter (2011) – voce
- Ralph Spaccatutto (Wreck-It Ralph), regia di Rich Moore (2012) – voce
- Frozen - Il regno di ghiaccio (Frozen), regia di Chris Buck e Jennifer Lee (2013) - voce

## Doppiatrici italiane
Nelle versioni in italiano delle opere in cui ha recitato, Edie McClurg è stata doppiata da:
- Paola Giannetti ne Il maestro cambiafaccia, Malcolm, Desperate Housewives - I segreti di Wisteria Lane
- Germana Dominici ne Una pazza giornata di vacanza
- Solvejg D'Assunta ne Una strega di nome Elvira
- Flaminia Jandolo ne In mezzo scorre il fiume
- Paila Pavese in Assassini nati - Natural Born Killers
- Lorenza Biella in The Manor - La dimora del crimine
- Bianca Toso in Flubber - Un professore tra le nuvole
- Nicoletta Ramorino in Air Bud vince ancora
- Lorenza Biella in CSI - Scena del crimine
- Melina Martello in Due uomini e mezzo

Da doppiatrice è sostituita da:
- Ida Sansone in La sirenetta, La sirenetta II - Ritorno agli abissi
- Paola Valentini in Cars - Motori ruggenti, Cars 2
- Valeria Perilli in Ralph Spaccatutto
- Lorenza Biella in A Bug's Life - Megaminimondo
- Melina Martello in Frozen - Il regno di ghiaccio